# Tchoutove
Tchoutove (ukrainien : Чутове, russe : Чутово) est une commune urbaine de l'oblast de Poltava, en Ukraine. Elle compte 6 136 habitants en 2021.